# Linum obtusatum
Linum obtusatum är en linväxtart som först beskrevs av Pierre Edmond Boissier, och fick sitt nu gällande namn av Otto Stapf. Linum obtusatum ingår i släktet linsläktet, och familjen linväxter. Inga underarter finns listade i Catalogue of Life.